# Svenskt barnbildarkiv
Svenskt barnbildarkiv (SBBA) är ett nationellt arkiv hos Eskilstuna kommun som samlar bilder ritade av barn från framförallt Sverige, men i bildsamlingen finns även bilder från andra delar av världen. Arkivet har som uppgift att ta emot, registrera och bevara barns teckningar och målningar. Bilderna kan användas för studier och forskning, samt ge kunskap om och väcka intresse för barns bildskapande.

## 700 000 teckningar
SBBA grundades i Eskilstuna 1977. I barnbildarkivets samlingar ingår 700 000 originalteckningar och 150 korta filmer. Samlingarna sträcker sig över tiden från 1790-talet fram till dagens datum. De flesta samlingarna kommer dock från de senaste decennierna. Alla bilder i samlingarna är gjorda av barn och ungdomar som är upp till 20 år. Bilderna kan vara gjorda under ledning av en pedagog, i teckningstävlingssammanhang, eller hemma. 
SBBA riktar sig till allmänheten samt till forskare och studerande av alla kategorier.